# Dora (Nuovo Messico)
Dora è un villaggio degli Stati Uniti d'America, situato nello stato del Nuovo Messico, nella contea di Roosevelt.